# Finlande aux Jeux olympiques d'hiver de 2022
La Finlande participe aux Jeux olympiques d'hiver de 2022 à Pékin en Chine du 4 au 20 février 2022. Il s'agit de sa vingt-quatrième participation à des Jeux d'hiver.

## Délégation
Le tableau suivant montre les athlètes finlandais sélectionnés par Comité olympique finlandais dans chaque discipline :
| Sport               | Sport | Hommes | Femmes | Total |
| ------------------- | ----- | --- | --- | ----- |
| Biathlon            |       | 4 Harjula (en), Hiidensalo, Laitinen (fi), Seppälä | 4 Eder, Jänkä (en), Kinnunnen, Minkkinen | 8     |
| Combiné nordique    |       | 5 Herola, Hirvonen, Mäkiaho, Niittykoski, Reponen | Pas de compétition | 5     |
| Hockey sur glace    |       | 25 Aaltonen, Anttila, Björninen, Filppula, Friman, Granlund, Hartikainen, Hietanen, Kemiläinen, Kemppainen, Komarov, Lehtonen, Lindbohm, Mäenalanen, Manninen, Ohtamaa, Ojamäki, Olkinuora, Pakarinen, Pesonen, Pokka, Rajala, Säteri, Tuohimaa (en), Vatanen | 23 Hakala (en), Hiirikoski, Holopainen (en), Karjalainen (en), Karvinen, Keisala (en), Laitinen (en), Liikala (en), Mäkinen (en), Nieminen (en), Niskanen (en), Nylund (en), Räisänen (en), Rantala (en), Savolainen (en), Sundelin (en), Tapani, Tulus (en), Tuominen, Vainikka (en), Vanhanen (en), Vesa (en), Viitasuo (en) | 48    |
| Patinage artistique |       | 1 Versluis (en) | 2 Turkkila (en), Saarinen (fi) | 3     |
| Saut à ski          |       | 1 Aalto | 2 Kykkänen, Rautionaho (fi) | 3     |
| Ski acrobatique     |       | 5 Peltola, Pentala, Sallinen, Salonen (en), Vierelä | 1 Kärävä (fi) | 6     |
| Ski alpin           |       | 1 Torsti | 3 Honkanen, Pohjolainen, Pykäläinen (fi) | 4     |
| Ski de fond         |       | 6 Hakola, Hyvärinen, Lindholm, Mäki, Niskanen, Lauri Vuorinen | 7 Joensuu, Kyllönen, Kähärä (fi), Lylynperä (en), Matintalo, Niskanen, Pärmäkoski | 13    |
| Snowboard           |       | 2 Järvilehto (fi), Rinnekangas (fi) | 2 Niemelä, Rukajärvi | 4     |
| Total               | Total | 50 hommes | 44 femmes | 94    |

## Médaillés
| Sport               | Discipline       | Athlète(s) | Performance      | Date           |  |
| ------------------- | ---------------- | --- | ---------------- | -------------- |  |
| Hockey sur glace    | Tournoi masculin | \| Miro Aaltonen \| \| Leonid Komarov \| \| Juho Olkinuora \| \| \| Marko Anttila \| \| Mikko Lehtonen \| \| Iiro Pakarinen \| \| \| Hannes Björninen \| \| Petteri Lindbohm \| \| Harri Pesonen \| \| \| Valtteri Filppula \| \| Saku Mäenalanen \| \| Ville Pokka \| \| \| Niklas Friman \| \| Sakari Manninen \| \| Toni Rajala \| \| \| Markus Granlund \| \| Joonas Nättinen \| \| Harri Säteri \| \| \| Teemu Hartikainen \| \| Atte Ohtamaa \| \| Frans Tuohimaa \| \| \| Juuso Hietanen \| \| Niko Ojamäki \| \| Sami Vatanen \| \| \| Valtteri Kemiläinen \| \| \| \| \| \| | ROC Victoire 2-1 | 20 février     |  |
| Ski de fond         | 15 km hommes     | Iivo Niskanen | 37 min 54 s 8    | 11 février     |  |
| Miro Aaltonen       |                  | Leonid Komarov |                  | Juho Olkinuora |  |
| Marko Anttila       |                  | Mikko Lehtonen |                  | Iiro Pakarinen |  |
| Hannes Björninen    |                  | Petteri Lindbohm |                  | Harri Pesonen  |  |
| Valtteri Filppula   |                  | Saku Mäenalanen |                  | Ville Pokka    |  |
| Niklas Friman       |                  | Sakari Manninen |                  | Toni Rajala    |  |
| Markus Granlund     |                  | Joonas Nättinen |                  | Harri Säteri   |  |
| Teemu Hartikainen   |                  | Atte Ohtamaa |                  | Frans Tuohimaa |  |
| Juuso Hietanen      |                  | Niko Ojamäki |                  | Sami Vatanen   |  |
| Valtteri Kemiläinen |                  | |                  |                |  |

| Sport       | Discipline                | Athlète(s)              | Performance    | Date       |
| ----------- | ------------------------- | ----------------------- | -------------- | ---------- |
| Ski de fond | 10 km femmes              | Kerttu Niskanen         | 28 min 6 s 7   | 10 février |
| Ski de fond | Sprint par équipes hommes | Iivo Niskanen Joni Mäki | 19 min 25 s 45 | 16 février |

| Sport             | Discipline       | Athlète(s) | Performance         | Date               |  |
| ----------------- | ---------------- | --- | ------------------- | ------------------ |  |
| Hockey sur glace  | Tournoi féminin  | \| Sanni Hakala \| \| Eveliina Mäkinen \| \| Susanna Tapani \| \| \| Jenni Hiirikoski \| \| Petra Nieminen \| \| Noora Tulus \| \| \| Elisa Holopainen \| \| Tanja Niskanen \| \| Minnamari Tuominen \| \| \| Sini Karjalainen \| \| Jenniina Nylund \| \| Viivi Vainikka \| \| \| Michelle Karvinen \| \| Meeri Räisänen \| \| Sanni Vanhanen \| \| \| Anni Keisala \| \| Sanni Rantala \| \| Emilia Vesa \| \| \| Nelli Laitinen \| \| Ronja Savolainen \| \| Ella Viitasuo \| \| \| Julia Liikala \| \| Sofianna Sundelin \| \| \| \| | Suisse Victoire 4-0 | 16 février         |  |
| Ski de fond       | Skiathlon hommes | Iivo Niskanen | 1 h 18 min 10 s 0   | 6 février          |  |
| Ski de fond       | 10 km femmes     | Krista Pärmäkoski | 28 min 37 s 8       | 10 février         |  |
| Ski de fond       | 30 km femmes     | Kerttu Niskanen | 1 h 27 min 27 s 3   | 20 février         |  |
| Sanni Hakala      |                  | Eveliina Mäkinen |                     | Susanna Tapani     |  |
| Jenni Hiirikoski  |                  | Petra Nieminen |                     | Noora Tulus        |  |
| Elisa Holopainen  |                  | Tanja Niskanen |                     | Minnamari Tuominen |  |
| Sini Karjalainen  |                  | Jenniina Nylund |                     | Viivi Vainikka     |  |
| Michelle Karvinen |                  | Meeri Räisänen |                     | Sanni Vanhanen     |  |
| Anni Keisala      |                  | Sanni Rantala |                     | Emilia Vesa        |  |
| Nelli Laitinen    |                  | Ronja Savolainen |                     | Ella Viitasuo      |  |
| Julia Liikala     |                  | Sofianna Sundelin |                     |                    |  |

| Sport            |   |   |   | Total |
| ---------------- | - | - | - | ----- |
| Ski de fond      | 1 | 2 | 3 | 6     |
| Hockey sur glace | 1 | 0 | 1 | 2     |
| Total            | 2 | 2 | 4 | 8     |

| Jour       |   |   |   | Total |
| ---------- | - | - | - | ----- |
| 6 février  | 0 | 0 | 1 | 1     |
| 10 février | 0 | 1 | 1 | 2     |
| 11 février | 1 | 0 | 0 | 1     |
| 16 février | 0 | 1 | 1 | 2     |
| 20 février | 1 | 0 | 1 | 2     |
| Total      | 2 | 2 | 4 | 8     |

| Sexe   |   |   |   | Total |
| ------ | - | - | - | ----- |
| Femmes | 0 | 1 | 3 | 4     |
| Hommes | 2 | 1 | 1 | 4     |
| Total  | 2 | 2 | 4 | 8     |

## Résultats

### Biathlon
| Athlète                                                     | Épreuve    | Temps             | Pénalité    | Rang |
| ----------------------------------------------------------- | ---------- | ----------------- | ----------- | ---- |
| Tuomas Harjula                                              | Individuel | 58 min 14 s 9     | 4 (1+2+1+0) | 81e  |
| Olli Hiidensalo                                             | Individuel | 56 min 45 s 6     | 5 (0+2+0+3) | 74e  |
| Heikki Laitinen                                             | Individuel | 55 min 52 s 8     | 5 (0+2+1+2) | 66e  |
| Tero Seppälä                                                | Individuel | 52 min 14 s 3     | 2 (0+2+0+0) | 23e  |
| Tuomas Harjula                                              | Sprint     | 28 min 21 s 2     | 2 (0+2)     | 92e  |
| Olli Hiidensalo                                             | Sprint     | 26 min 15 s 5     | 3 (1+2)     | 38e  |
| Heikki Laitinen                                             | Sprint     | 26 min 41 s 1     | 2 (1+1)     | 54e  |
| Tero Seppälä                                                | Sprint     | 25 min 47 s 5     | 3 (1+2)     | 25e  |
| Olli Hiidensalo                                             | Poursuite  | 47 min 4 s 9      | 8 (5+0+1+2) | 52e  |
| Heikki Laitinen                                             | Poursuite  | 46 min 47 s 2     | 6 (1+1+1+3  | 49e  |
| Tero Seppälä                                                | Poursuite  | 43 min 30 s 2     | 7 (1+1+2+3) | 21e  |
| Tero Seppälä                                                | Mass Start | 40 min 47 s 1     | 5 (1+0+2+2) | 9e   |
| Heikki Laitinen Tero Seppälä Olli Hiidensalo Tuomas Harjula | Relais     | 1 h 26 min 57 s 7 | 4+14        | 17e  |

| Athlète                                                 | Épreuve    | Temps               | Pénalité    | Rang    |
| ------------------------------------------------------- | ---------- | ------------------- | ----------- | ------- |
| Mari Eder                                               | Individuel | 48 min 42 s 9       | 3 (1+0+1+1) | 32e     |
| Nastassia Kinnunen                                      | Individuel | 50 min 13 s 5       | 4 (0+1+2+1) | 51e     |
| Suvi Minkkinen                                          | Individuel | Forfait             | Forfait     | Forfait |
| Mari Eder                                               | Sprint     | 22 min 39 s 8       | 2 (0+2)     | 28e     |
| Erika Jänkä                                             | Sprint     | 24 min 20 s 9       | 0 (0+0)     | 73e     |
| Nastassia Kinnunen                                      | Sprint     | 24 min 30 s         | 3 (1+2)     | 75e     |
| Suvi Minkkinen                                          | Sprint     | 23 min 21 s 7       | 1 (0+1)     | 51e     |
| Mari Eder                                               | Poursuite  | 39 min 15 s 6       | 4 (0+1+1+2) | 30e     |
| Suvi Minkkinen                                          | Poursuite  | 40 min 38 s         | 0 (0+0+0+0) | 43e     |
| Suvi Minkkinen Mari Eder Erika Jänkä Nastassia Kinnunen | Relais     | Ont concédé un tour | 2+6         | 16e     |

| Athlète                                               | Épreuve | Temps            | Pénalité | Rang |
| ----------------------------------------------------- | ------- | ---------------- | -------- | ---- |
| Suvi Minkkinen Mari Eder Tero Seppälä Olli Hiidensalo | Relais  | 1 h 10 min 6 s 7 | 1+12     | 11e  |

### Combiné nordique
| Athlète                                                 | Épreuve          | Saut à ski | Saut à ski | Saut à ski | Ski de fond   | Ski de fond | Total         | Total |
| Athlète                                                 | Épreuve          | Distance   | Points     | Rang       | Temps         | Rang        | Temps         | Rang  |
| ------------------------------------------------------- | ---------------- | ---------- | ---------- | ---------- | ------------- | ----------- | ------------- | ----- |
| Ilkka Herola                                            | Tremplin normal, | 100,0 m    | 115,7      | 8e         | 24 min 24 s 1 | =4e         | 25 min 33 s 1 | 6e    |
| Eero Hirvonen                                           | Tremplin normal, | 93,0 m     | 104,1      | 19e        | 25 min 6 s 3  | 15e         | 27 min 2 s 3  | 17e   |
| Arttu Mäkiaho                                           | Tremplin normal, | 95,5 m     | 95,1       | 27e        | 25 min 14 s 3 | 19e         | 27 min 46 s 3 | 23e   |
| Perttu Reponen                                          | Tremplin normal, | 90,0 m     | 94,2       | 28e        | 25 min 9 s 7  | 18e         | 27 min 44 s 7 | 22e   |
| Ilkka Herola                                            | Grand tremplin,  | 117,5 m    | 95,9       | 25e        | 26 min 2 s 1  | 7e          | 28 min 58 s 1 | 16e   |
| Eero Hirvonen                                           | Grand tremplin,  | 123,0 m    | 94,6       | 26e        | 26 min 13 s 3 | 9e          | 29 min 17 s 3 | 20e   |
| Arttu Mäkiaho                                           | Grand tremplin,  | 121,0 m    | 87,9       | 28e        | 26 min 21 s   | 12e         | 29 min 49 s   | 24e   |
| Otto Niittykoski                                        | Grand tremplin,  | 118,0 m    | 79,2       | 37e        | 28 min 0 s 3  | 38e         | 32 min 2 s 3  | 37e   |
| Ilkka Herola Arttu Mäkiaho Perttu Reponen Eero Hirvonen | Par équipes,     | 481,0 m    | 385,1      | 8e         | 51 min 24 s 1 | 3e          | 53 min 24 s 1 | 8e    |

### Hockey sur glace
| Compétition      | Phase de groupe        | Phase de groupe       | Phase de groupe        | Phase de groupe  | Phase de groupe | Tour qualificatif | Quart de finale     | Demi-finale            | Finale / MB         | Finale / MB                         |
| Compétition      | Adversaire Score       | Adversaire Score      | Adversaire Score       | Adversaire Score | Rang            | Adversaire Score  | Adversaire Score    | Adversaire Score       | Adversaire Score    | Rang                                |
| ---------------- | ---------------------- | --------------------- | ---------------------- | ---------------- | --------------- | ----------------- | ------------------- | ---------------------- | ------------------- | ----------------------------------- |
| Tournoi masculin | Slovaquie Victoire 6-2 | Lettonie Victoire 3-1 | Suède Victoire 4-3 (F) | Non disputé      | 1er             | Exemptés          | Suisse Victoire 5-1 | Slovaquie Victoire 2-0 | ROC Victoire 2-1    | Médaille d'or, Jeux olympiques      |
| Tournoi féminin  | États-Unis Défaite 2-5 | Canada Défaite 1-11   | Suisse Défaite 2-3     | ROC Victoire 5-0 | 3e              | Non disputé       | Japon Victoire 7-1  | États-Unis Défaite 1-4 | Suisse Victoire 4-0 | Médaille de bronze, Jeux olympiques |

| No    | Nom                 | Position  | Club                                  |
| ----- | ------------------- | --------- | ------------------------------------- |
| +029, | Harri Säteri        | G         | Sibir Novossibirsk (KHL)              |
| +035, | Frans Tuohimaa      | Gardien   | Neftekhimik Nijnekamsk (KHL)          |
| +045, | Juho Olkinuora      | Gardien   | Metallourg Magnitogorsk (KHL)         |
| +002, | Ville Pokka         | D         | Avangard Omsk (KHL)                   |
| +003, | Niklas Friman       | Défenseur | Jokerit (KHL)                         |
| +004, | Mikko Lehtonen      | Défenseur | SKA Saint-Pétersbourg (KHL)           |
| +013, | Valtteri Kemiläinen | Défenseur | HK Vitiaz (KHL)                       |
| +038, | Juuso Hietanen      | Défenseur | Hockey Club Ambrì-Piotta (NL)         |
| +040, | Petteri Lindbohm    | Défenseur | Jokerit (KHL)                         |
| +042, | Sami Vatanen        | Défenseur | Genève-Servette Hockey Club (NL)      |
| +055, | Atte Ohtamaa        | Défenseur | Kärpät Oulu (Liiga)                   |
| +012, | Marko Anttila       | A         | Jokerit (KHL)                         |
| +015, | Miro Aaltonen       | Attaquant | HK Vitiaz (KHL)                       |
| +020, | Niko Ojamäki        | Attaquant | HK Vitiaz (KHL)                       |
| +023, | Joonas Kemppainen   | Attaquant | SKA Saint-Pétersbourg (KHL)           |
| +024, | Hannes Björninen    | Attaquant | Jokerit Helsinki (KHL)                |
| +025, | Toni Rajala         | Attaquant | Hockey Club Bienne (NL)               |
| +051, | Valtteri Filppula   | Attaquant | Genève-Servette Hockey Club (NL)      |
| +060, | Markus Granlund     | Attaquant | Salavat Ioulaïev Oufa (KHL)           |
| +065, | Sakari Manninen     | Attaquant | Salavat Ioulaïev Oufa (KHL)           |
| +070, | Teemu Hartikainen   | Attaquant | Salavat Ioulaïev Oufa (KHL)           |
| +071, | Leonid Komarov      | Attaquant | SKA Saint-Pétersbourg (KHL)           |
| +080, | Saku Mäenalanen     | Attaquant | Kärpät Oulu (Liiga)                   |
| +081, | Iiro Pakarinen      | Attaquant | Jokerit (KHL)                         |
| +082, | Harri Pesonen       | Attaquant | Schlittschuh Club Langnau Tigers (NL) |

| No    | Nom                | Position  | Club                                |
| ----- | ------------------ | --------- | ----------------------------------- |
| +001, | Eveliina Mäkinen   | G         | Brynäs IF (SDHL)                    |
| +018, | Meeri Räisänen     | Gardien   | JYP Jyväskylä U20 Akatemia (Liiga)  |
| +036, | Anni Keisala       | Gardien   | Ilves Tampere (Liiga)               |
| +002, | Sini Karjalainen   | D         | Vermont Catamounts (en) (NCAA)      |
| +006, | Jenni Hiirikoski   | Défenseur | Luleå HF (SDHL)                     |
| +007, | Sanni Rantala      | Défenseur | Kiekko-Espoo féminine (en) (Liiga)  |
| +008, | Ella Viitasuo      | Défenseur | Kiekko-Espoo féminine (Liiga)       |
| +009, | Nelli Laitinen     | Défenseur | Kiekko-Espoo féminine (Liiga)       |
| +015, | Minnamari Tuominen | Défenseur | Kiekko-Espoo féminine (Liiga)       |
| +088, | Ronja Savolainen   | Défenseur | Luleå HF (SDHL)                     |
| +010, | Elisa Holopainen   | A         | Kiekko-Espoo féminine (Liiga)       |
| +012, | Sanni Vanhanen     | Attaquant | Tappara (Liiga)                     |
| +016, | Petra Nieminen     | Attaquant | Luleå HF (SDHL)                     |
| +023, | Sanni Hakala       | Attaquant | HV 71 (SDHL)                        |
| +024, | Viivi Vainikka     | Attaquant | Luleå HF (SDHL)                     |
| +027, | Julia Liikala      | Attaquant | HIFK (en) (Liiga)                   |
| +028, | Jenniina Nylund    | Attaquant | St. Cloud State Huskies (en) (NCAA) |
| +032, | Emilia Vesa        | Attaquant | Kiekko-Espoo féminine (Liiga)       |
| +033, | Michelle Karvinen  | Attaquant | Malmö Redhawks (SDHL)               |
| +034, | Sofiana Sundelin   | Attaquant | Team Kuortane (en) (Liiga)          |
| +040, | Noora Tulus        | Attaquant | Luleå HF (SDHL)                     |
| +061, | Tanja Niskanen     | Attaquant | KalPa Naiset (en) (Liiga)           |
| +077, | Susanna Tapani     | Attaquant | Shenzhen KRS Vanke Rays (ZhHL)      |

### Patinage artistique
| Athlète                           | Épreuve           | Programme court Danse originale | Programme court Danse originale | Programme libre Danse libre | Programme libre Danse libre | Total  | Total |
| Athlète                           | Épreuve           | Points                          | Rang                            | Points                      | Rang                        | Points | Rang  |
| --------------------------------- | ----------------- | ------------------------------- | ------------------------------- | --------------------------- | --------------------------- | ------ | ----- |
| Jenni Saarinen                    | Individuel femmes | 56,97                           | 25e                             | 96,07                       | 25e                         | 153,04 | 25e   |
| Juulia Turkkila Matthias Versluis | Danse sur glace   | 68,23                           | 16e                             | 105,65                      | 15e                         | 173,88 | 15e   |

### Saut à ski
| Athlète          | Épreuve                   | Qualification | Qualification | Qualification | Finale   | Finale   | Finale   | Finale   | Finale   | Finale   | Finale   | Finale   |
| Athlète          | Épreuve                   | Qualification | Qualification | Qualification | 1er saut | 1er saut | 1er saut | 2e saut  | 2e saut  | 2e saut  | Total    | Total    |
| Athlète          | Épreuve                   | Distance      | Points        | Rang          | Distance | Points   | Rang     | Distance | Points   | Rang     | Points   | Rang     |
| ---------------- | ------------------------- | ------------- | ------------- | ------------- | -------- | -------- | -------- | -------- | -------- | -------- | -------- | -------- |
| Antti Aalto      | Hommes (tremplin normal), | 98,5 m        | 105,0         | 8e            | 101,5 m  | 130,5    | 10e      | 99,5 m   | 125,6    | 9e       | 256,1    | 12e      |
| Antti Aalto      | Hommes (grand tremplin),  | 126,5 m       | 123,0         | 7e            | 131,0 m  | 124,3    | 24e      | 134,0 m  | 132,9    | 13e      | 257,2    | 17e      |
| Julia Kykkänen   | Femmes                    | Non disputé   | Non disputé   | Non disputé   | 82,5 m   | 72,6     | 25e      | 75,0 m   | 67,5     | 26e      | 140,1    | 27e      |
| Jenny Rautionaho | Femmes                    | Non disputé   | Non disputé   | Non disputé   | 66,5 m   | 48,5     | 32e      | Éliminée | Éliminée | Éliminée | Éliminée | Éliminée |

### Ski acrobatique
| Athlète      | Épreuve           | Qualification | Qualification | Qualification | Qualification | Qualification | Finale   | Finale   | Finale   | Finale   | Finale   |
| Athlète      | Épreuve           | Course 1      | Course 2      | Course 3      | Meilleur      | Rang          | Course 1 | Course 2 | Course 3 | Meilleur | Rang     |
| ------------ | ----------------- | ------------- | ------------- | ------------- | ------------- | ------------- | -------- | -------- | -------- | -------- | -------- |
| Simo Peltola | Big air hommes    | 49,75         | 41,75         | 72,00         | 72,00         | 29e           | Éliminé  | Éliminé  | Éliminé  | Éliminé  | Éliminé  |
| Simo Peltola | Slopestyle hommes | 35,01         | 29,25         | -             | 35,01         | 27e           | Éliminé  | Éliminé  | Éliminé  | Éliminé  | Éliminé  |
| Jon Sallinen | Half-pipe hommes  | 18,00         | 18,50         | -             | 18,50         | 23e           | Éliminé  | Éliminé  | Éliminé  | Éliminé  | Éliminé  |
| Anni Kärävä  | Big air femmes    | 82,50         | 52,50         | 62,00         | 144,50        | 12e           | 81,00    | 54,00    | 82,50    | 136,50   | 9e       |
| Anni Kärävä  | Slopestyle femmes | 55,80         | 61,73         | -             | 61,73         | 15e           | Éliminée | Éliminée | Éliminée | Éliminée | Éliminée |

| Athlète        | Épreuve | Qualification | Qualification | Qualification | Qualification | Finale   | Finale   | Finale   | Finale   | Finale   | Finale   |
| Athlète        | Épreuve | Course 1      | Course 1      | Course 2      | Course 2      | Finale 1 | Finale 1 | Finale 2 | Finale 2 | Finale 3 | Finale 3 |
| Athlète        | Épreuve | Points        | Rang          | Points        | Rang          | Points   | Rang     | Points   | Rang     | Points   | Rang     |
| -------------- | ------- | ------------- | ------------- | ------------- | ------------- | -------- | -------- | -------- | -------- | -------- | -------- |
| Olli Penttala  | Hommes  | 75,95         | 9e            | -             | -             | 74,68    | 19e      | Éliminé  | Éliminé  | Éliminé  | Éliminé  |
| Jimi Salonen   | Hommes  | 76,39         | 4e            | -             | -             | Abandon  | Abandon  | Éliminé  | Éliminé  | Éliminé  | Éliminé  |
| Severi Vierelä | Hommes  | 69,66         | 25e           | 69,16         | 18e           | Éliminé  | Éliminé  | Éliminé  | Éliminé  | Éliminé  | Éliminé  |

### Ski alpin
| Athlète     | Épreuve      | 1re manche | 1re manche | 2e manche | 2e manche | Total   | Total   |
| Athlète     | Épreuve      | Temps      | Rang       | Temps     | Rang      | Temps   | Rang    |
| ----------- | ------------ | ---------- | ---------- | --------- | --------- | ------- | ------- |
| Samu Torsti | Slalom géant | Abandon    | Abandon    | Éliminé   | Éliminé   | Éliminé | Éliminé |

| Athlète          | Épreuve      | 1re manche | 1re manche | 2e manche | 2e manche | Finale        | Finale   |
| Athlète          | Épreuve      | Temps      | Rang       | Temps     | Rang      | Temps         | Rang     |
| ---------------- | ------------ | ---------- | ---------- | --------- | --------- | ------------- | -------- |
| Riikka Honkanen  | Slalom       | 56 s 33    | 37e        | 56 s 64   | 37e       | 1 min 52 s 97 | 37e      |
| Rosa Pohjolainen | Slalom       | Abandon    | Abandon    | Éliminée  | Éliminée  | Éliminée      | Éliminée |
| Erika Pykäläinen | Slalom       | Abandon    | Abandon    | Éliminée  | Éliminée  | Éliminée      | Éliminée |
| Riikka Honkanen  | Slalom géant | Abandon    | Abandon    | Éliminée  | Éliminée  | Éliminée      | Éliminée |
| Erika Pykäläinen | Slalom géant | Abandon    | Abandon    | Éliminée  | Éliminée  | Éliminée      | Éliminée |

### Ski de fond
| Athlète                                                    | Épreuve                   | Classique     | Classique   | Libre         | Libre       | Total             | Total                               |
| Athlète                                                    | Épreuve                   | Temps         | Rang        | Temps         | Rang        | Temps             | Rang                                |
| ---------------------------------------------------------- | ------------------------- | ------------- | ----------- | ------------- | ----------- | ----------------- | ----------------------------------- |
| Perttu Hyvärinen                                           | Skiathlon (15 km + 15 km) | 40 min 13 s 1 | 7e          | 38 min 37 s 6 | 9e          | 1 h 19 min 22 s 4 | 7e                                  |
| Remi Lindholm                                              | Skiathlon (15 km + 15 km) | 41 min 39 s 5 | 30e         | 39 min 35 s 9 | 24e         | 1 h 21 min 49 s 4 | 25e                                 |
| Iivo Niskanen                                              | Skiathlon (15 km + 15 km) | 39 min 6 s 1  | 2e          | 38 min 33 s 4 | 7e          | 1 h 18 min 10 s   | Médaille de bronze, Jeux olympiques |
| Ristomatti Hakola                                          | 15 km classique           | Non disputé   | Non disputé | Non disputé   | Non disputé | 40 min 49 s 6     | 28e                                 |
| Perttu Hyvärinen                                           | 15 km classique           | Non disputé   | Non disputé | Non disputé   | Non disputé | 39 min 0 s 2      | 6e                                  |
| Remi Lindholm                                              | 15 km classique           | Non disputé   | Non disputé | Non disputé   | Non disputé | 41 min 40 s       | 19e                                 |
| Iivo Niskanen                                              | 15 km classique           | Non disputé   | Non disputé | Non disputé   | Non disputé | 37 min 54 s 8     | Médaille d'or, Jeux olympiques      |
| Perttu Hyvärinen                                           | 50 km libre 30 km libre   | Non disputé   | Non disputé | Non disputé   | Non disputé | 1 h 14 min 49 s 5 | 19e                                 |
| Remi Lindholm                                              | 50 km libre 30 km libre   | Non disputé   | Non disputé | Non disputé   | Non disputé | 1 h 15 min 55 s 6 | 28e                                 |
| Ristomatti Hakola Iivo Niskanen Perttu Hyvärinen Joni Mäki | Relais 4 × 10 km          | Non disputé   | Non disputé | Non disputé   | Non disputé | 1 h 59 min 28 s 6 | 6e                                  |

| Athlète                                                           | Épreuve                     | Classique     | Classique   | Libre         | Libre       | Total             | Total                               |
| Athlète                                                           | Épreuve                     | Temps         | Rang        | Temps         | Rang        | Temps             | Rang                                |
| ----------------------------------------------------------------- | --------------------------- | ------------- | ----------- | ------------- | ----------- | ----------------- | ----------------------------------- |
| Anne Kyllönen                                                     | Skiathlon (7,5 km + 7,5 km) | 24 min 19 s 8 | 18e         | 23 min 15 s 3 | 22e         | 48 min 10 s       | 22e                                 |
| Johanna Matintalo                                                 | Skiathlon (7,5 km + 7,5 km) | 23 min 12 s 9 | 9e          | 22 min 49 s 6 | 16e         | 43 min 36 s 5     | 12e                                 |
| Kerttu Niskanen                                                   | Skiathlon (7,5 km + 7,5 km) | 22 min 31 s   | 2e          | 21 min 44 s 1 | 7e          | 44 min 49 s 8     | 4e                                  |
| Krista Pärmäkoski                                                 | Skiathlon (7,5 km + 7,5 km) | 22 min 33 s 6 | 4e          | 22 min 5 s 2  | 9e          | 42 min 12 s 1     | 7e                                  |
| Anne Kyllönen                                                     | 10 km classique             | Non disputé   | Non disputé | Non disputé   | Non disputé | 29 min 42 s 6     | 16e                                 |
| Johanna Matintalo                                                 | 10 km classique             | Non disputé   | Non disputé | Non disputé   | Non disputé | 29 min 31 s 2     | 14e                                 |
| Kerttu Niskanen                                                   | 10 km classique             | Non disputé   | Non disputé | Non disputé   | Non disputé | 28 min 6 s 7      | Médaille d'argent, Jeux olympiques  |
| Krista Pärmäkoski                                                 | 10 km classique             | Non disputé   | Non disputé | Non disputé   | Non disputé | 28 min 37 s 8     | Médaille de bronze, Jeux olympiques |
| Anne Kyllönen                                                     | 30 km libre                 | Non disputé   | Non disputé | Non disputé   | Non disputé | 1 h 31 min 41 s   | 20e                                 |
| Johanna Matintalo                                                 | 30 km libre                 | Non disputé   | Non disputé | Non disputé   | Non disputé | 1 h 31 min 1 s 7  | 23e                                 |
| Kerttu Niskanen                                                   | 30 km libre                 | Non disputé   | Non disputé | Non disputé   | Non disputé | 1 h 27 min 27 s 3 | Médaille de bronze, Jeux olympiques |
| Krista Pärmäkoski                                                 | 30 km libre                 | Non disputé   | Non disputé | Non disputé   | Non disputé | 1 h 28 min 35 s   | 10e                                 |
| Anne Kyllönen Johanna Matintalo Kerttu Niskanen Krista Pärmäkoski | Relais 4 × 5 km             | Non disputé   | Non disputé | Non disputé   | Non disputé | 54 min 2 s 2      | 4e                                  |

| Athlète                           | Épreuve            | Qualification | Qualification | Quart de finale | Quart de finale | Demi-finale    | Demi-finale | Finale         | Finale                             |
| Athlète                           | Épreuve            | Temps         | Rang          | Temps           | Rang            | Temps          | Rang        | Temps          | Rang                               |
| --------------------------------- | ------------------ | ------------- | ------------- | --------------- | --------------- | -------------- | ----------- | -------------- | ---------------------------------- |
| Joni Mäki                         | Individuel hommes  | 2 min 52 s 38 | 23e           | 2 min 57 s 59   | 1er             | 2 min 51 s 10  | 2e          | 3 min 0 s 18   | 4e                                 |
| Lauri Vuorinen                    | Individuel hommes  | 2 min 50 s 91 | 11e           | 1 min 54 s 64   | 3e              | Éliminé        | Éliminé     | Éliminé        | 14e                                |
| Iivo Niskanen Joni Mäki           | Par équipes hommes | Non disputé   | Non disputé   | Non disputé     | Non disputé     | 20 min 17 s 81 | 3e          | 19 min 25 s 45 | Médaille d'argent, Jeux olympiques |
| Jasmi Joensuu                     | Individuel femmes  | 3 min 21 s 05 | 18e           | 3 min 49 s 93   | 6e              | Éliminée       | Éliminée    | Éliminée       | 27e                                |
| Jasmin Kähärä                     | Individuel femmes  | 3 min 20 s 43 | 13e           | 3 min 30 s 52   | 6e              | Éliminée       | Éliminée    | Éliminée       | 26e                                |
| Katri Lylynperä                   | Individuel femmes  | 3 min 22 s 62 | 24e           | 3 min 24 s 29   | 5e              | Éliminée       | Éliminée    | Éliminée       | 23e                                |
| Kerttu Niskanen Krista Pärmäkoski | Par équipes femmes | Non disputé   | Non disputé   | Non disputé     | Non disputé     | 23 min 0 s 82  | 2e          | 22 min 13 s 71 | 4e                                 |

### Snowboard
| Athlète          | Épreuve           | Qualification | Qualification | Qualification | Qualification | Qualification | Finale   | Finale   | Finale   | Finale   | Finale   |
| Athlète          | Épreuve           | Course 1      | Course 2      | Course 3      | Meilleur      | Rang          | Course 1 | Course 2 | Course 3 | Meilleur | Rang     |
| ---------------- | ----------------- | ------------- | ------------- | ------------- | ------------- | ------------- | -------- | -------- | -------- | -------- | -------- |
| Kalle Järvilehto | Big air hommes    | 22,75         | 85,75         | 22,00         | 107,75        | 18e           | Éliminé  | Éliminé  | Éliminé  | Éliminé  | Éliminé  |
| Rene Rinnekangas | Big air hommes    | 78,75         | 12,25         | 60,75         | 139,50        | 13e           | Éliminé  | Éliminé  | Éliminé  | Éliminé  | Éliminé  |
| Kalle Järvilehto | Slopestyle hommes | 15,06         | 28,73         | -             | 28,73         | 28e           | Éliminé  | Éliminé  | Éliminé  | Éliminé  | Éliminé  |
| Rene Rinnekangas | Slopestyle hommes | 67,10         | 60,10         | -             | 67,10         | 13e           | Éliminé  | Éliminé  | Éliminé  | Éliminé  | Éliminé  |
| Carola Niemelä   | Big air femmes    | 12,75         | 58,50         | 42,25         | 100,75        | 20e           | Éliminée | Éliminée | Éliminée | Éliminée | Éliminée |
| Enni Rukajärvi   | Big air femmes    | 25,75         | 17,25         | 63,50         | 89,25         | 22e           | Éliminée | Éliminée | Éliminée | Éliminée | Éliminée |
| Carola Niemelä   | Slopestyle femmes | 22,36         | 38,43         | -             | 38,43         | 21e           | Éliminée | Éliminée | Éliminée | Éliminée | Éliminée |
| Enni Rukajärvi   | Slopestyle femmes | 66,75         | 78,83         | -             | 78,83         | 3e            | 30,51    | 71,45    | 23,43    | 71,45    | 7e       |